# 螺旋菊石
螺旋菊石（學名：Bostrychoceras）是生存於晚白堊紀的一屬菊石。牠們可能營浮游生活，漂浮在開闊的海洋中，以觸手捕捉水流中的小動物為食。其化石被發現於歐洲、亞洲及北美等地。

## 特徵
螺旋菊石的殼呈螺旋錐狀，和腹足類的外殼十分相似，但還是能輕易地從其明顯的縫合線分辨出其為菊石，其近親塔菊石也擁有相同形式的外殼。螺旋菊石的外殼盤捲得很鬆，且前後殼階互不接觸。殼表纖細而緊密的肋條在住室上被結節的擴展而隔斷。住室呈U型，活著時殼口是朝前的，這樣其觸手就不會與殼下的海底相觸了。

## 物種[1]
- Bostrychoceras polyplocum Roemer, 1841